# Echipa națională de fotbal a Vietnamului de Sud
Echipa națională de fotbal a Vietnamului de Sud (vietnameză: Đội tuyển túc cầu quốc gia Việt Nam Cộng hòa) a reprezentat Vietnamul de Sud în competițiile internaționale de fotbal și a fost controlată de Asociația Vietnameză de Fotbal. A fost înființată în 1949 și desființată în 1975. A participat la primele două Cupe ale Asiei și s-a calsat pe locul patru (ultimul loc). S-a unit cu Selecționata Vietnamului de Nord, formând Echipa națională de fotbal a Vietnamului.